# Шемякина плащаница
Шемя́кина плащани́ца (подписная плащаница «Положение во гроб» 1444 года:13, 14) — возду́х XV века, являющийся вкладом Дмитрия Юрьевича Шемяки, его жены Софьи Дмитриевны и сына Ивана в Юрьев монастырь Великого Новгорода:193. Хранится в Новгородском государственном объединённом музее-заповеднике (в 2003 году инвентарный номер — ДРТ 20):30.

## Описание
Возду́х несёт изображение Христа во гробе, оплакиваемого четырьмя склонёнными за гробом ангелами с рипидами:30:193. Одной из отличительных черт Шемякиной плащаницы является редкий среди памятников древнерусского шитья иконографический извод «Положения во гроб» — символический, в котором около гроба Христа изображены лишь ангелы и отсутствуют исторические персонажи:13, 14. Плащаница шита разноцветными некручёными шелками «в раскол» и пряденными золотными и серебряными нитями «в прикреп». Фон — оливковая тафта, зашитая синими кручёными шёлковыми нитями:14, 30. На кайме плащаницы пряденными золотными нитями по оливковому атласу вышита почерком XIX века надпись, которая повторяет содержание утраченной древней вкладной «летописи»:31:193, 195:

В лето 6957 индикта 7 как был великий князь Дмитрии Юриевичь в Великом Новегороде и повелением великаго князя наряжен бысть сии воздух в храм святаго великомученика Георгия того же лета месяца августа в 23 день благоверною и его великою княгинею Софьею и при сну благоверном князе Иване и положен бысть в церкви святаго великомученика Христова Георгиа в Великом Новегороде в Юриеве манастыре при архиепискупе Великого Новагорода Евфимии при архимандрите Мисаиле за оставление грехов и спасения ради душ наших и нашим детем и внучатом и правнучатам в сем веце и в будущем аминь
Между средником (центральной частью) возду́ха и краевой надписью вшита кайма чёрного шёлка с изображением символов евангелистов и поясными фигурами святых в медальонах:
- на нижнем поле — мученица Фотиния, евангелисты Лука и Иоанн, апостолы Павел и Пётр, евангелисты Матфей и Марк, мученик Георгий;
- на правом поле — апостол Филипп, мученик Димитрий, апостол Иаков, апостол Иуда (возможно, Иуда Иаковлев);
- на верхнем поле — праведная Анна, мученик Фотий, апостолы Матфий, Иаков, Клеопа, Фаддей и Тимофей, мученицы София с Верой, Надеждой и Любовью;
- на левом поле — апостолы Варфоломей, Андрей, Фома и Симон[1]:30[2]:193.

## Из истории плащаницы
В 1815 году архимандрит Амвросий (Орнатский) в VI томе «Истории российской иерархии» указывал плащаницу в перечне «примечательнейших вещей» Юрьева монастыря:749, 751. Архимандрит Амвросий опубликовал также древнюю «летопись», совпадающую с текстом надписи XIX века, и привёл размеры плащаницы: длина 2 аршина 11 вершков, ширина 1 аршин 11 вершков:751, 752.
Андрей Муравьёв в первой половине XIX века упоминал плащаницу среди «драгоценных по своей древности» предметов, хранившихся в ризнице Юрьева монастыря:521. Михаил Толстой в 1862 году писал о «недавнем возобновлении плащаницы»:193. Как отмечает Валентин Янин, «трогательное соседство изображений святых Анны и Фотия» указывает на время возобновления плащаницы: архимандритство Фотия (между 1822 и 1838 годами), или позднее, но до кончины в 1848 году графини Анны Орловой-Чесменской:193. При поновлении плащаницы в XIX веке был заново зашит синим кручёным шёлком фон, появились вставки нового шёлкового и золотного шитья, средник был окружён чёрной шёлковой каймой с фигурами святых и надписью, воспроизводящей первоначальную вкладную «летопись»:14, 30.
В 1925 году плащаница поступила из Юрьева монастыря в древлехранилище Новгородского музея:5, 31. С августа 1994 года включена в экспозицию «Древнерусское лицевое и орнаментальное шитьё» Новгородского государственного объединённого музея заповедника:6, 21.

## Датировка
Руководствуясь указанием текста надписи, исследователи относили плащаницу к 23 августа 1449 года. При этом существующая надпись не анализировалась с точки зрения достоверности передачи утраченного древнего текста. Кроме того, как правило, не учитывались два обстоятельства: 6957 году соответствует не седьмой, а двенадцатый индикт, и тот факт, что общий смысл надписи несёт на себе отпечаток припоминания («Как был великий князь Дмитрии Юриевичь в Великом Новегороде…»). Анализируя хронологию летописных известий о жизни Дмитрия Юрьевича и его семьи, в частности — их пребывании в Великом Новгороде, В. Л. Янин пришёл к следующим выводам.
- Изготовление и вклад плащаницы в Юрьев монастырь семьёй Дмитрия Юрьевича относится к 1444 году.
- Оригинальная шитая надпись была сделана позднее, но, вероятно, до февраля 1456 года, когда Софья Дмитриевна покинула Великий Новгород
- Первоначальная дата шитой надписи — 6952 (1444) год: очевидно, с течением времени были утрачены нити, составлявшие вертикальную линию последней цифры годовой даты В (2), что привело к превращению её в З (7)[2]:195—197, 199, 202.

Александр Бобров, поддерживая датировку В. Л. Янина, отмечает также, что 23 августа 1444 года выпадало на воскресенье — подходящий день для совершения торжественного вклада плащаницы. Однако, по мнению А. Г. Боброва, шитая надпись с именованием Дмитрия Юрьевича «великим князем» уже была на плащанице в момент вклада, поскольку в 1444 году Шемяка посетил Новгород в качестве одного из двух великих князей-соправителей Руси:522, 523. 